# 抗链球菌溶血素O试验
抗鏈球菌溶血素O試驗（Anti-streptolysin O），簡稱ASO试验，是一種毒素和抗毒素的中和试验，用於疑风湿热或急性肾小球肾炎患者。
ASO试验是用链球菌溶血素O作为抗原，检测血清中的ASO值。如血清中的ASO值超过400单位，即有诊断意义。

## 外部連結
- Antistreptococcal antibody titres （页面存档备份，存于） - GPnotebook.co.uk.
- Antistreptolysin O Titer （页面存档备份，存于） - medterms.com.
- Antistreptolysin O Titer, Serum （页面存档备份，存于）
- Streptococcal antibody tests - healthAtoZ.com